# La distribuzione delle aquile
La distribuzione delle aquile (La Distribution des aigles), detto anche Giuramento dell'esercito all'imperatore dopo la distribuzione delle aquile, 5 dicembre 1804 (in originale: Serment de l'armée fait à l'Empereur après la distribution des aigles, 5 décembre 1804), è un dipinto realizzato da Jacques Louis David nel 1810.

## Storia
In origine, David aveva ricevuto commissione di realizzare quattro tele di grandi dimensioni per illustrare le cerimonie d'incoronazione di Napoleone: L'incoronazione, l'intronizzazione, L'arrivo al municipio e La distribuzione delle aquile. Nel giugno del 1805, l'artista iniziò a studiare i personaggi da riprodurre per L'incoronazione (il papa in particolare), dal momento che quello sarebbe stato uno dei dipinti-chiave attorno al quale avrebbe ruotato buona parte della propaganda dell'impero, come pure per La distribuzione delle aquile. Quest'ultimo dipinto venne incominciato nel 1805 e non verrà completato sino al 1810 costituendo 
 Il dipinto venne presentato per la prima volta al Salon del 1810 dove entrò il 5 novembre.

## Descrizione
La Distribuzione è una ripresa di un'antica tradizione delle legioni romane imperiali. L'imperatore riportò così in auge l'uso della concessione delle bandiere reggimentali col simbolo dell'impero, momento accompagnato da un giuramento di fedeltà degli ufficiali d'esercito alla figura del sovrano. La scena si svolse al Campo di Marte. Al segnale indicato, tutte le colonne si avvicinarono all'imperatore che si alzò dal proprio trono e fece un discorso sul valore del sacrificio e chiese loro di giurare sulle loro vite. In questo la cerimonia fu simile al noto episodio antico del giuramento degli Orazi.
L'opera pittorica si presenta dinamica, in particolare nella parte destra della composizione dove le figure sono disposte in maniera piramidale, opposta alla parte sinistra, pacata e solenne. Napoleone indossa gli abiti dell'incoronazione. Malgrado l'organizzazione spaziale, Napoleone viene presentato come investito in piena luce. 
Gli ufficiali tengono tra le mani la bandiere reggimentali e gli stendardi. David, però, su richiesta esplicita di Napoleone, si prese per la composizione alcune licenze storiche: Giuseppina di Beauharnais appare assente a questa cerimonia; in realtà nel 1805 la coppia appariva ancora sposata (Napoleone divorziò da lei solo  nel 1809), ma la sua presenza nella tela venne giudicata inappropriata. La sua assenza è colmata dalla presenza di Eugenio di Beauharnais. Secondo il progetto originale, le bandiere precedenti dei reggimenti avrebbero dovuto essere poste ai piedi delle figure come simbolo di sottomissione della vecchia repubblica al nuovo regime imperiale, ma nella versione finale esse vennero poste dietro al trono, e su una di esse si leggono in particolare i nomi di Lodi, Rivoli e Marengo, le vittorie conseguite dall'armata repubblicana con a capo il generale Bonaparte. Un dettaglio importante si trova nella parte destra del dipinto: dietro alla figura di uno zappatore barbuto (riconoscibile dal caratteristico grembiule bianco) si trova un soldato girato di spalle che porta uno di queste bandiere non più in uso con la scritta "Republique". Nel 1810, Napoleone non si dichiarò più infatti «par la grâce de Dieu et les constitutions de la République, Empereur des français», bensì «par la grâce de Dieu et les constitutions, Empereur des français».